# Glauco (Eneide)
Glauco è una figura della mitologia greca, figlio del troiano Antenore e di Teano, nipote di Dardano, il capostipite troiano figlio di Zeus

## Il mito
Quando Paride, figlio di Priamo, partì per Sparta intenzionato a rapire la moglie di Menelao, Elena, Glauco si offrì di accompagnarlo nel tragitto. Tuttavia suo padre, sdegnato per questa azione ingrata, rifiutò di accoglierlo nuovamente nella sua casa e lo cacciò via.
Quando scoppiò a causa di questo rapimento la guerra di Troia, Glauco si schierò dalla parte dei Troiani, per restare fedele a Paride e alla sua patria. Stando a una fonte non omerica, nel corso dei combattimenti fu ucciso da Agamennone.
Secondo altre versioni Glauco sopravvisse alla caduta della città. Fatto prigioniero da Ulisse, questi ordinò che fosse risparmiato. Partì allora col padre e la madre Teano, insieme ai fratelli superstiti Elicaone, Polidamante ed Eurimaco (?), trasferendosi fino nel nord Italia, alla valle del Po, dove avrebbero fondato la città di Padova.